# Userful
Userful Desktop es un sistema operativo basado en Linux que combina una mezcla de herramientas administrativas propietarias con una distribución modificada de Red Hat con un escritorio del GNOME.up-to-date reference[cita requerida]
A través de esta mezcla combinada, el resultado forma a Userful Desktop: Una aplicación de cliente ligero que crea hasta 10 estaciones de trabajo terminales desde una sola caja de computador.
En febrero de 2009, Userful anunció lo que aclama ser el despliegue de virtualización de escritorio más grande del mundo, con sobre 350.000 escritorios virtuales en Brasil.

## Historia
El presidente y director general actual, Timothy Griffin, fundó Userful Corporation en 1999. La compañía comenzó el trabajo sobre un acercamiento basado en el kernel para una plataforma de computador de multi-estación, pero más adelante abandonó la idea debido a un problema con el soporte de múltiples tarjetas de video.
Después del lanzamiento del Desktop Multiplier en 2002, Userful Corporation se ha enfocado para el despliegue primariamente en las bibliotecas públicas. Userful se basa en Calgary, Alberta, Canadá con una segunda oficina situada en Victoria, BC, Canadá.

## Hardware, software y seguridad
El PC Multiplier de Userful apalanca la tecnología básica de GPU dual-head y las entradas del USB para convertir a un monitor, un teclado y a un ratón en una estación de trabajo completa. El usuario tiene un rango de ambientes para trabajar, que son completamente personalizables.
El PC Multiplier viene como un conjunto de paquetes instalables para Linux o como un LiveCD para sistemas no Linux. Trabaja con la mayoría de las tarjetas gráficas apoyadas por X.Org/XFree86 y ha sido probado en la mayoría de las distribuciones importantes, incluyendo Debian, Fedora, Mandriva, SLED, SuSE y Ubuntu.
Los componentes de hardware abarcados dentro del Userful Desktop son estándar, aparte de las herramientas de administración personalizables. Las características de Unix estándar y las opciones de configuración consisten en el software y el modelo de seguridad de Userful Desktop.
El beneficio de diez estaciones de trabajo de usuario conectadas a un solo computador de escritorio estándar implica tarjetas video  dual-head y hubs de USB. Un teclado incluyendo un ratón USB y el monitor acompañan a cada estación de trabajo, opcionalmente incluyendo una unidad de disquete USB externa.
El software de Userful puede ser personalizado a través de un portal web que permite a los administradores hacer cientos de ajustes -- desde poner un límite de tiempo en el uso de la computadora, a protectores de privacidad que limpian el computador cuando una persona se desconecta (logs out). Los ajustes y las actualizaciones son desplegadas automáticamente a cada computador conectado al sistema. Los informes de uso permiten a los administradores, ver cómo el sistema está funcionando como un todo, o una estación individual, para ver cómo están siendo usados.
Un fuerte punto de venta de Userful Desktop es la seguridad.[cita requerida] según el CEO y presidente de Userful Corporation, Timothy Griffin, la fundación del sistema está en fuertes permisos de usuario, login de múltiples usuarios, y el Security Enhanced Linux (SE Linux).
Para asegurar medidas de seguridad preventivas, solo el kernel por defecto está en el menú de arranque, permitiendo a la computadora arrancar solo desde el disco duro. No se suministra una línea de comando en el escritorio. Aunque las unidades de disco y flash son automáticamente montadas en el escritorio, este riesgo de seguridad[cita requerida] es asegurado limitando el tiempo de login para cada usuario y borrando los directorios home de los usuarios una vez que ocurre log out.

## Comercialización
El Userful Desktop está siendo comercializado como una solución para reducir el tiempo y los costos a través de la administración. Otras características clave del Userful Desktop incluyen su funcionalidad de seguridad[cita requerida] y amigabilidad del ambiente, debido a la dramática reducción de los sistemas de computación requeridos.